# Saulnay
 Saulnay  es una población y comuna francesa, en la región de  Centro, departamento de Indre, en el distrito de Le Blanc y cantón de Mézières-en-Brenne.

## Demografía
| 413 | 346 | 270 | 212 | 210 | 179 |
| Para los censos de 1962 a 1999 la población legal corresponde a la población sin duplicidades (Fuente: INSEE [Consultar]) |     |     |     |     |     |